# Lifan Xingshun
Lifan Xingshun (兴顺) — микровэн, выпускающийся с 2011 года китайской компанией Lifan.

## Описание
Lifan Xingshun впервые был представлен в 2011 году. Его цены варьировались от 37800 до 45800 юаней.

## Технические характеристики
Lifan Xingshun оснащается двигателями объёмом 1,0 и 1,3 литра. Каждый двигатель сочетается в паре с пятиступенчатой механической трансмиссией.

## Модификации
- Lifan DC — пикап.

## Галерея
- Вид сзади
- 2014 Lifan DC